# 4272 Entsuji
4272 Entsuji este un asteroid din centura principală, descoperit pe 12 martie 1977 de Hiroki Kosai și Kiichiro Hurukawa.